# Aviá Terai
Aviá Terai är en ort i Argentina.   Den ligger i provinsen Chaco, i den norra delen av landet, 900 kilometer norr om huvudstaden Buenos Aires. Aviá Terai ligger 103 meter över havet och antalet invånare är 6 821.
Terrängen runt Aviá Terai är mycket platt. Närmaste större samhälle är Campo Largo, 17,0 kilometer sydväst om Aviá Terai.
Trakten runt Aviá Terai består till största delen av jordbruksmark. Runt Aviá Terai är det glesbefolkat, med 14 invånare per kvadratkilometer.